# Melissa P.
Melissa P. es una película de 2005 dirigida por Luca Guadagnino y protagonizada por María Valverde. Está basada en la novela autobiográfica Los cien golpes, publicada por Melissa Panarello y no exenta de cierta polémica, que fue best-seller en Italia.

## Argumento
Melissa (María Valverde) es una joven siciliana de dieciséis años, dulce e inocente. Se siente distante respecto a sus padres: él trabaja muy lejos y ella está absorta en su propio mundo. Tras su primera experiencia sexual, lejos de la maravillosa que creía que sería, Melissa decide continuar descubriendo el sexo de una manera cada vez más adulta y, tal vez, irresponsable.

## Elenco
| Actor                  | Personaje            |
| ---------------------- | -------------------- |
| María Valverde         | Melissa              |
| Fabrizia Sacchi        | Daria                |
| Primo Reggiani         | Daniele              |
| Nilo Mur               | Marco                |
| Elio Germano           | Arnaldo              |
| Letizia Ciampa         | Manuela              |
| Davide Pasti           | Leo                  |
| Alba Rohrwacher        | Clelia               |
| Piergiorgio Bellocchio | Profesor de natación |
| Geraldine Chaplin      | Elvira               |

## Películas con temario parecido
- Lila dice